# Адамович, Роман Сергеевич
Роман Сергеевич Адамович (укр. Роман Сергійович Адамович; род. 26 июля 1945, Одесса) — советский, украинский художник театра и кино, живописец и график, педагог. Член Национального союза художников Украины (1972). Заслуженный деятель искусств Украины (2012).

## Биография
Родился 26 июля 1945 года в Киеве в семье художника Сергея Фадеевич Адамовича.
Окончил Всесоюзный государственный институт кинематографии (1971, педагоги по специальности - Ю. Пименов, И. Иванов-Вано) и высшие курсы переквалификации по специальности «Режиссура анимационного кино».
Работает в области театра, кино, живописи, графики, книжной иллюстрации.
С 1968 года участвовал во Всесоюзных выставках СССР, республиканских украинских выставках УССР. После 1991 года - участник большого количества национальных международных выставок. Имеет многочисленные персональные выставки на Украине и за рубежом.
С 1971 года работает художником-постановщиком на Киевской киностудии им. А. Довженко (дебютировал в картине «Бумбараш») и художником-мультипликатором на студии «Киевнаучфильм»/«Укранимафильм».
Преподает в:
- Национальная академия изобразительного искусства и архитектуры: Кафедра сценографии и экранных искусств (старший преподаватель, руководитель мастерской художников кино)[2].
- Киевский национальный университет театра, кино и телевидения имени И. К. Карпенко-Карого: руководитель мастерской «Режиссура анимационного фильма»[3].

## Фильмография

### Художник-постановщик
- 1971 — Бумбараш
- 1978 — Короли и капуста (в соавт.)
- 1983 — Миргород и его обитатели
- 1985 — Кармелюк
- 1992 — Мелодрама с покушением на убийство
- 1993 — Способ убийства
- 1997 — Приятель покойника
- 2000 — Мойщики автомобилей
- 2001 — Леди Бомж
- 2007 — Та, что бежит по волнам (Россия-Украина, в соавт.)
- 2008 — Владыка Андрей (в соавт. с Виталием Ясько)
- 2012 — Тот, кто прошёл сквозь огонь
- 2014 — Толока (в соавт.)
- 2015 — Оккупация (в соавт.)

### Художник-мультипликатор
- 1972 — Тигрёнок в чайнике
- 1976 — Лесная песнь
- 1978 — Ночные капитаны
- 2002 — Одноразовая вечность